# Pedro de Axular
Pedro de Aguerre y Azpilicueta (Urdazubi, Navarra, 1556- Sara, Lapurdi, 1644), també conegut com a Axular, Pedro de Axular, Atxular, va ser un escriptor navarrès en euskera, principal representant de l'Escola de Sara i considerat millor prosista de la literatura basca.

## Biografia
Va néixer a Urdazubi, a Navarra, al caseriu Axular, d'on rebria el seu àlies. Va realitzar els seus estudis de Teologia a Pamplona i els de ciències humanes, Retòrica i Filosofia a Lleida i Salamanca. En 1596 es va ordenar sacerdot a Tarba i durant quatre anys va ser predicador a Donibane Lohizune, el bisbe dels quals, Bertrand Etxauz, el nomenaria rector de Sara (Lapurdi). Un sacerdot de Donibane Lohitzune, Joanes Harostegi va denunciar Axular, creient-se amb dret a la parròquia i al·legant que Axular era estranger. Però Axular va sostenir que ell era navarrès, per tant súbdit del rei de França i Navarra Enric IV i va demanar la naturalització. La resposta del monarca no es va fer esperar, la naturalització era innecessària, perquè els navarresos eren súbdits seus. Per això el parlament de Bordeus l'endemà passat va estendre un acte pel qual es mantenia Axular en el càrrec i en què es desdeia de la sentència del 20 d'agost de 1601. Va romandre al capdavant d'aquesta parròquia durant molts anys. Allí va morir, el 1644.

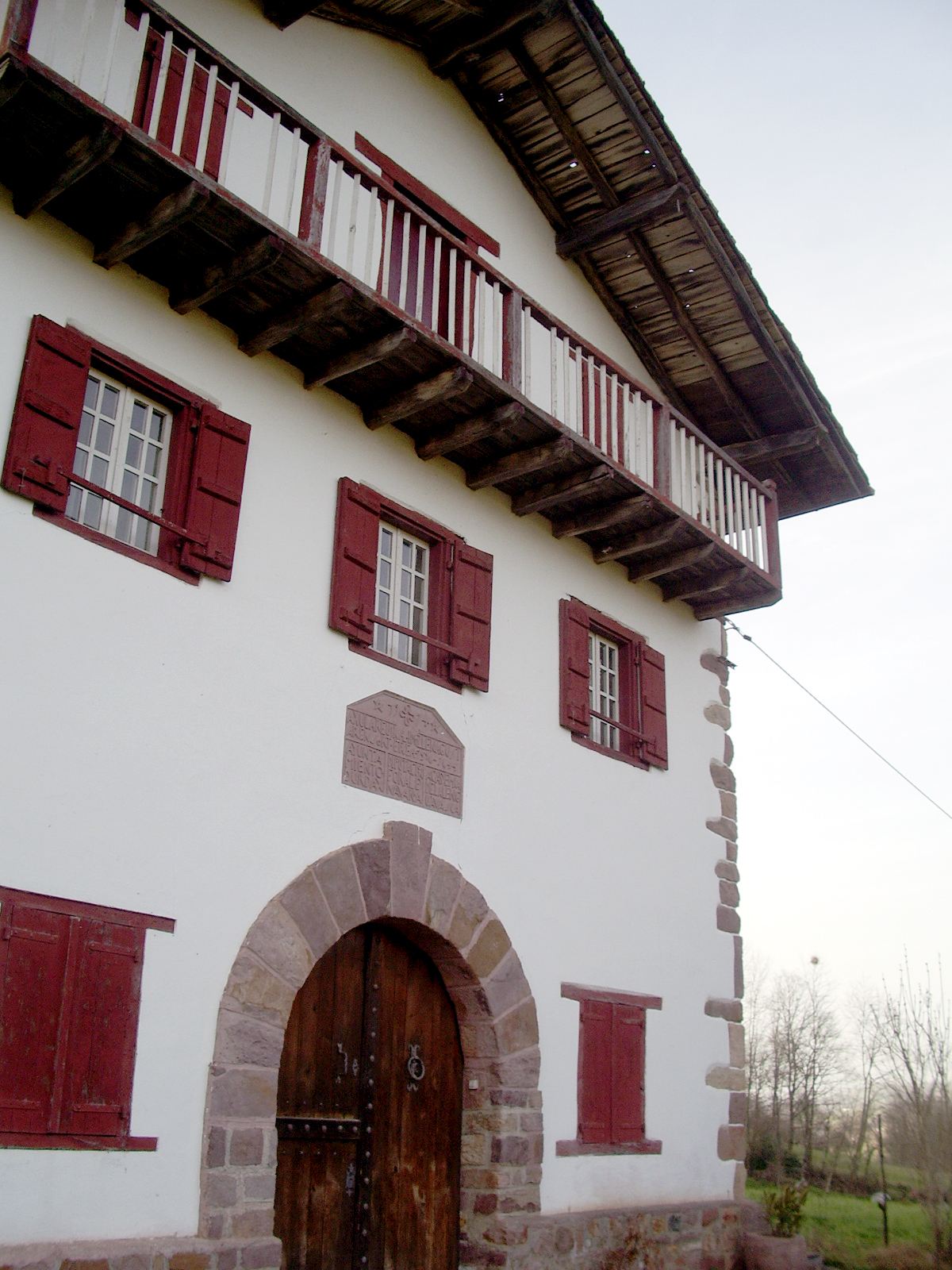
La casa natal d'Axular, a Urdazubi.

Va viure en un entorn ric i canviant: mentre Espanya obstaculitza en decadència França vivia una època daurada, car àdhuc sent ambdós països catòlics, aquest últim vivia una gran set de saviesa que li duria a buscar més enllà del cristianisme. Tampoc ha d'oblidar-se que després de la Pau dels Pirineus França vivia una època de tranquil·litat i quan Axular va escriure Després, el catolicisme s'havia consolidat a França.

## Axular en el folklore popular
La figura d'Axular, gràcies a la imaginació popular, es va convertir en el protagonista d'alguns contes tradicionals. Segons van contar els més ancians de Sara a l'etnòleg Joxemiel Barandiaran, Axular es va llicenciar juntament amb el seu germà en tota classe de ciències ocultes en la universitat que el diable va fundar en una cova de Salamanca. D'aquí els dots retòrics i l'erudició de l'escriptor, que despertaven l'admiració en tota la seva parròquia. Desgraciadament, Axular va haver de sofrir la resta de la seva vida l'haver de veure's desposseït de la seva ombra, ja que aquesta va passar a les mans del diable com pagament de la matrícula universitària.

## Obra
Després, dividit en dues parts (1643) (en l'original basc, Gero, bi partetan partitua eta berezia; traducció al català de Daniel Luján, amb pròleg de Jean Haritschelhar) va ser la seva única obra. La traducció al català del títol complet diu així: "Després, dividit en dues parts; a la primera es posa de manifest quant dany provoca la dilació, deixar les obligacions per a després. En la segona es guia a qui, deixant les dilacions, vol dedicar-se de seguida a les seves obligacions. De les Santes Escriptures, dels Doctors de l'Església i dels llibres de devoció. Recopilat per Axular, rector de Sara".
Es tracta d'una obra de literatura ascètica, que consta de seixanta capítols, que ha estat comparada amb la Guía de pecadores de Fra Luis de Granada. El seu contingut es resumeixen en la següent atsotitza o refrany "Gero dioenak bego dio" ("Qui diu després, diu deixa-ho"), és a dir, prova que deixar les tasques per a després és el lema del dropo, i per a això utilitza els arguments i frases de molts autors clàssics, amuntegant-los però relacionant-los amb mestratge i bellesa. Atenent al títol sembla que hi havia dues parts, però en l'actualitat solament se'n considera una, potser perquè totes dues estan en una, perquè no va escriure més o no va arribar a publicar la segona part.
El llibre està dedicat a Bertrand de Etxauz, el seu mestre i protector, que en aquells dies era arquebisbe de Tours. Utilitza una retòrica pròpia dels sermons, ja que Axular va ser predicador abans que escriptor. La seva finalitat és canviar el comportament humà, i per a això utilitza una gran gamma de recursos retòrics, amb tres intencions fonamentals: 
- Ensenyar: desenvolupa el tema amb estil calmat, tranquil, raonat i de llargues explicacions.
- Ser agradable: exemplifica contínuament amb referències i refranys.
- Moure al lector: quan vol ser bellugaire utilitza un ritme lleuger, un estil directe (la segona persona, és a dir, el hika), proposicions més breus i una entonació interrogativa i exclamativa. És a dir, utilitza recursos del propis del sermó eclesiàstic.

## Crítica de Luis Villasante
Totes les llengües posseïxen un escriptor model en la seva literatura, Shakespeare en l'anglès, Dante en italià, Martorell i Llull en català, etc. Segons molts, Axular és el model que caldria prendre en euskera. Segons el crític i expert Luis Villasante cinc són les característiques que un escriptor modèlic hauria de complir i segons ell, Axular compliria les cinc: 
- Antiguitat: des de fa tres segles i mig, sense interrupció, molts escriptors han lloat l'obra de Axular. Des de la distància que dona el temps autors com Joanes Etxeberri de Sara, Larramendi, Añibarro, Intxauspe, el príncep Bonaparte, Urkixo, Azkue, Orixe, Lafitte, Lekuona, Sarasola i altres més en són admiradors.
- Originalitat: les traduccions no són originals òbviament, és per això pel que una obra cimera en la literatura ha de ser original. És veritat que Gero està ple de cites d'autors clàssics i que és possible que tingués influència (per exemple en la temàtica de caràcter religiós i adoctrinante, però no en el tema, la forma ni estil) de Guia de pecadores de Fra Luis de Granada, però això no afebleix la seva originalitat, ni de bon tros, en tot cas confirma la formació cultural de l'autor. Doncs l'autor mateix admet i accepta que a l'hora d'escriure la seva obra va tenir diversos llibres damunt de la taula, mes la seva inconmensurable treball realitzat en euskera i de gran qualitat assegura la seva originalitat.
- Contingut important: el tema es troba en el centre dels ensenyaments cristinas, car la vida es veu com un camí cap a Déu i, per tant, l'objectiu del cristià. Aquesta obra se centra en els danys que provoca en aquest camí la vagància i el deixar les tasques per a després. Prenent refranys i dites populars per a assegurar la seva imperecibilidad, ataca, pel camí de la contrareforma, la reforma protestant.
- Formes belles: des del punt de vista de la literatura utilitza formes belles, àgils, flexibles i manera de parlar ple de vida; doncs passa d'una idea a una altra amb rapidesa, però sense causar confusió. Escriu per a gent de nivell mitjà, amb proposicions encadenades de forma equilibrada, guanyant així l'atenció del lector. La repetició de paraules, sons i estructures sintàctiques paral·leles, juntament amb les al·literacions i preguntes retòriques alleugereixen la possible redundància del tema.
- Llengua adequada: l'ús de refranys i l'acumulació de sinònims perquè fos entendible per qualsevol bascòfon demostra que l'autor coneixia no solament bé l'euskera, sinó també el món basc. Els jocs de paraules, refranys, cops d'humor, etc., tenen rastres bascos sens dubte. Sens dubte Axular és un mestre en la prosa retòrica tal com demostra el tractament estilístic que es fa del tema.